# Allokermes cueroensis
Allokermes cueroensis är en insektsart som först beskrevs av Cockerell in King 1900.  Allokermes cueroensis ingår i släktet Allokermes och familjen eksköldlöss. Inga underarter finns listade i Catalogue of Life.